# William Wilberforce
William Wilberforce (Kingston upon Hull, 24 agosto 1759 – Londra, 29 luglio 1833) è stato un politico inglese.
Fu il leader del movimento contro la schiavitù che portò nel 1807 all'abolizione della tratta degli schiavi e infine, nel 1833, anche della schiavitù nell'impero britannico.

## Biografia
Orfano di padre, frequentò il St. John's College dell'Università di Cambridge.
Per scherzo nel 1780 a soli ventuno anni si candidò e fu eletto alla Camera dei Comuni ed ebbe per cinquant'anni un impegno politico.
Il 30 aprile 1797, all'età di trentasette anni, si sposò con Barbara Spooner da cui ebbe sei figli.
Di famiglia anglicana, vissuto senza avere interessi biblici, a seguito di un incontro casuale con un amico di infanzia e la lettura di un libro trovato in una casa per le vacanze, incominciò ad avere una netta visione biblica su Dio, su Cristo e sull'uomo. Leggendo gradualmente il Nuovo Testamento ebbe una conversione profonda al vangelo che cambiò radicalmente le priorità della sua vita portandolo alla nuova nascita.
Nel 1787 annunciò alla Camera dei Comuni che avrebbe posto alla loro attenzione una mozione per l'abolizione del commercio degli schiavi.
L'opposizione durò vent'anni ma nonostante le minacce ricevute, continuò la sua battaglia.
Nel 1807 la Camera, con applausi e ovazioni a Wilberforce, approvò con 267 voti su 283 l'abolizione del commercio degli schiavi (effettivo dal 1º gennaio 1808).
Se il commercio fu abolito, la schiavitù continuò, e fu contrastata dagli stessi attivisti che avevano appoggiato l'abolizione della tratta. Nel 1833 Wilberforce presentò un'ultima petizione: il 26 luglio fu approvata l'abolizione della schiavitù nelle colonie britanniche e dopo tre giorni William Wilberforce si spense. Riposa oggi nella cattedrale di Westminster accanto all'amico William Pitt il Giovane.

## Filmografia
Amazing Grace (film 2006) racconta la sua vita.